# كرسي كهربائي

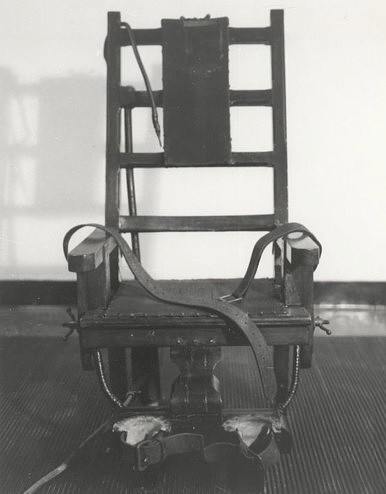
الكرسي الكهربائي

استُحدثت طريقة الإعدام بالصعق الكهربائي، التي تنفذ عادة باستخدام الكرسي الكهربائي، في الولايات المتحدة حيث يُربط الشخص المحكوم عليه إلى كرسي خشبي مصنوع خصيصًا لهذه العملية ويُصعق بالكهرباء عبر أقطاب كهربائية توضع على جسمه. ابتكر طريقة الإعدام هذه مجموعة موظفين لدى توماس أديسون ونُفذت في الولايات المتحدة الأمريكية فقط. وبعد مرور عدة عقود، استخدمت في الفلبين (استخدمت هناك في 1924 في ظل الاحتلال الأمريكي حتى نهاية 1976).
وعُرف على مر الزمان أنه حالما يقيد الشخص المدان إلى الكرسي تمر في جسده تيارات كهربائية (مختلفة في القوة والمدة) مسببة ً أضرارًا مميتة للأعضاء الداخلية (و من ضمنها الدماغ)، وقد صممت الصعقة الكهربائية على نحو تسبب فيه فقدانًا فوريًا للوعي وموتًا دماغيًا مباشرًا؛ بينما صممت الصعقة الثانية لتسبب أضرارًا مميتة لأعضاء الجسم الحيوية. وتحدث الوفاة عادة بسبب الاستثارة الكهربائية الزائدة للقلب.
بالرغم من أن الولايات المتحدة تعتبر الكرسي الكهربائي رمزًا لعقوبة الإعدام إلا أن استخدامه آخذٌ في التراجع وذلك لزيادة استخدام الحقنة المميتة، والتي يعتقد الكثيرون أنها أكثر إنسانية لتنفيذ حكم الإعدام. وعلى الرغم من أن بعض الولايات ما زالت تتبع طريقة الصعق الكهربائي للإعدام، إلا أنها تُتَبع حاليًا كطريقة ثانوية يمكن اختيارها على الحقنة السامة بطلب من السجين. وقد أصبح الإعدام بالصعق الكهربائي منذ عام 2010 أحد خيارات طرائق الإعدام في كل من ولاية ألاباما وفلوريدا وكارولينا الجنوبية وفيرجينيا حيث سمحوا للمدان باختيار الحقنة السامة أو ما يسمى بـ (الموت الرحيم) طريقةً بديلة. وقد استُغني في ولاياتي كنتاكي وتينيسي عن الكرسي الكهربائي في تنفيذ الإعدام فيما عدا أصحاب الجرائم الكبرى الذين ارتكبوها قبل تاريخ التشريع عام 1998 (31 مارس، 1998 في كنتاكي، و31 ديسمبر، 1998 في تينيسي)، وأولئك الذين يختارون الإعدام بالكرسي الكهربائي، وكان السجناء الذين لم يختاروا الصعق الكهربائي أو السجناء الذين ارتكبوا جرائمهم وحُوكِموا بعد التاريخ المحدد يُعدمون بالحقن المميتة في كلتا الولايتين.
ويعد الإعدام بالكرسي الكهربائي الطريقة البديلة المصدّق عليها للاستخدام المحتمل في ولايتي أركنساس وأوكلاهوما إذا وجدوا أن الطرائق الأخرى للإعدام غير شرعية في الولاية في وقت الإعدام. وهو طريقة الإعدام الوحيدة المستخدمة في ولاية فيرمونت، حيث الخيانة هي الجريمة الكبرى. وفي الثامن من فبراير عام 2008 قررت المحكمة العليا في ولاية نبراسكا أن الإعدام بالكرسي الكهربائي عقوبة قاسية وغير طبيعية بموجب دستور الولاية، مما أدى إلى وقف هذا النوع من الإعدام في ولاية نبراسكا والتي كانت الولاية الأخيرة التي تعتمد الإعدام الكهربائي الطريقة الوحيدة لإعدام القتلة.

## بداية ابتكاره
كونت ولاية نيويورك في عام 1881 لجنة لتقرير طريقة جديدة للإعدام أكثر إنسانية من الإعدام شنقًا. وقد طوَّر آلفريد بي ساوثويك وهو عضو في اللجنة فكرة التيار الكهربائي الذي يجري في الشخص المُدان بعد سماعه عن رجل مخمور مات سريعًا وبدون ألم نسبيًا بسبب لمسه خطوط كهرباء مكشوفة. وبما أن ساوثويك طبيب أسنان فقد كان معتادًا على العمل بينما المرضى جالسون على كراسي لذا فإن آلته الكهربائية جاءت على هيئة كرسي لكبح السجناء حين صعقهم كهربائيًا.
أنتج هارلود براون وآرثر كينيلي أول كرسي كهربائي. وقد وظف توماس أديسون براون لديه من أجل إجراء البحوث حول الصعق الكهربائي وتطوير الكرسي الكهربائي. كما عين كينيلي، وهو المهندس الرئيسي لدى أديسون في محافظة أورنج الغربية، للعمل مع براون في المشروع. وبما أن براون وكينيلي عملا تحت إشراف أديسون وكان هو الداعم لعملهم فقد نُسِب تطوير كرسي الإعدام الكهربائي خطأً إلى أديسون نفسه.
عمد براون إلى استخدام التيار المتردد (AC) -الذي أصبح منافسا قويا للتيار المستمر (DC)- رغم أنه كان في مرحلة التطوير التجاري. وكان قرار استخدام التيار المتردد يرجع جزئيًا لادعاء أديسون بأنه أكثر قدرة على القتل من التيار المباشر. ولإثبات خطر التيار المتردد وما سببته لعملية الإعدام قتل براون وأديسون كثيرًا من الحيوانات بالتيار المتردد أمام العامّة ووسائل الإعلام، وذلك أملاً في ربط التيار المتردد مع الموت الكهربائي خلال الحروب القائمة مع جورج واشنطن. وقد صيغ في تلك الأحداث مصطلح «الصعق الكهربائي»، ويشير هذا المصطلح أصلاً إلى الإعدام الكهربائي (مما يعني أنه كلمة مركبة)، وليس إلى الوفيّات الناجمة عن حوادث الكهرباء. ومع ذلك استُخدمت كلمة «الصعق الكهربائي» لوصف جميع ظروف الوفاة الكهربائية لأنه لا توجد كلمة يمكن استخدامها للحوادث الأخرى وذلك مع ارتفاع استخدام الكهرباء التجارية. وقد أُجريت معظم التجارب في مختبر أديسون ويست أورنج في نيوجرسي عام 1889حيث أظهر الصعق الكهربائي بوضوح الآثار المنشودة، وفي عام 1889 اعتمدت اللجنة الكرسي الكهربائي ذا التيار المتردد.

## عمليات الإعدام الأولى
أول شخص أُعدم بالكرسي الكهربائي كان وليم كيملر في نيويورك سجن أوبورن بتاريخ 6 أغسطس 1890; كهربائي الدولة كان إدوين أف ديفس. أول 17 ثانية مرّ التيار الكهربائي خلال كيملر أفقدته وعيه، لكن فشلت في إيقاف نبض قلبه وتنفسه. الأطباء الحاضرين، إدوارد تشارلز سبيتزكا وتشارلز ف. ماكدونالد، تقدموا لفحص كيملر. وبعد التأكد من أن كيملر ما زال حياً، يقال أن سبيتزكا نادى «أعد تشغيل التيار مجدداً، بسرعة، دون تأخير». على أية حال، يحتاج المولد زمن لإعادة شحنه في المحاولة الثانية، تم صعق كيملر بـ 2000 فولت تمزقت الأوعية الدموية تحت الجلد ونزفت، والمناطق المحيطة بالأقطاب الكهربائية أُصيبت بحروق. عملية الإعدام كاملة استغرقت حوالي ثمانية دقائق. علق جورج ويستنغهاوس لاحقاً قائلاً: «كانوا يستطيعون أن يفعلوا أفضل لو استخدموا الفأس».
والمراسل الشاهد وصفه على أنه كان «مشهد فظيع، أسوأ بكثير من الشنق». أول امرأة تُعدم في الكرسي الكهربائي كانت تدعى مارثا إم. بلايس، وقد أعدمت في سجن سنج سنج في مارس 20، 1899.

## التبني
اعتُمد الإعدام بالكرسي الكهربائي في كل من ولاية أوهايو (عام 1897) وماساتشوستس (عام 1990) ونيو جيرسي (عام 1906) وفيرجينيا (عام 1908) وسرعان ما أصبح طريقة تنفيذ الإعدام السائدة في الولايات المتحدة مستبدلًا بذلك الإعدام شنقًا. وتقع معظم الولايات التي تستخدم حاليًا أو كانت في السابق تستخدم الكرسي الكهربائي شرق نهر المسيسيبي. ظل الكرسي الكهربائي الأسلوب الأكثر بروزًا للإعدام حتى منتصف الثمانينيات الميلادية حين أصبحت الحقنة المميتة مقبولة على نطاق واسع كأسلوب أسهل وأكثر إنسانية لتنفيذ أحكام الإعدام. وبدا أن بلدانًا أخرى فكرت في استخدام هذه الطريقة في بعض الأحيان لأسباب خاصة.
في عام 2006 صدر محضر رسمي من مجلس وزراء الحرب البريطاني أعلن أن وينستون تشارتشل في ديسمبر 1942 قد اقترح إعدام أدولف هيتلر -إذا قُبض عليه- دون محاكمة بكرسي كهربائي من الولايات المتحدة الأمريكية. هذا الرجل هو بوتقة الشر. وتتوفر آلة الكرسي الكهربائي بلا شك لدى رجال العصابات للإعارة والتأجير.
وما زالت عدد من الولايات تمنح الشخص المحكوم عليه فرصة الاختيار بين الصعقات الكهربائية أو الحقن بمادة سامة. وقد اختار اثنا عشر سجينًا من بين المحكوم عليهم -ستة في ولاية فيرجينيا، وثلاثة في ولاية كارولينا الجنوبية، وسجين واحد في كلٍ من ولاية أركنسو وولاية تينيسي- الصعق بالكهرباء بدلاً من الحقنة المميتة. وكان آخر استخدام للكرسي الكهربائي في 18 مارس، عام 2010، حين أُعدم بول وارنر باول بالصعق الكهربائي في ولاية فيرجينا فقد اختار هذه الطريقة.
بعد عام 1966، توقف الصعق الكهربائي في الولايات المتحدة الأمريكية ولكن استمر استخدامه في الفلبين. وقد حظي إعدام ثلاثي بتغطية إعلامية قوية في مايو 1972، عندما أُعدم كل من جيمي جوز، باسيليو بنيدا وادقاردو اكوينو لاختطافهم واغتصابهم الجماعي للممثلة ماجي دي لاريڤا في عام 1967.

## أبرز الأحداث والشخصيات
أبرز الوفيّات بالكرسي الكهربائي تتضمن: ستينيي جورج، ليون كزولجوسز، برونو هاوبتمان، هانز بي. شميت، هاري بيربونت، جوزيبي زانجارا، ساكو وفانزيتي، جوليوس واثيل روزنبرغ، لبكي بوتشالتير، آنا ماري هان، دونالد هنري جاسكينس، آلبرت فيش، تشارلز ستاركويذر، جيرالد ستانو، بيل جين لاري وتيد بندي. كان الصعق الكهربائي غير متقن في منطقة سينق سينق في عام 1903. أُعدم فريد فان ورمير بالكهرباء، ولكن عندما وصلوا إلى غرفة التشريح عاد ورمر إلى الحياة. ذهب السياف لمنزله ودعى مرة أخرى لإعادة إعدام ورمر وهو بطريقه لإعدامه، مات ورمر بشكل رسمي. بالرغم من ذلك، وضعت جثة ورمر بالكرسي مرة أخرى وصعق بالكهرباء بقوة 1700 فولت لمدة ثلاثون ثانية. كانت ماريا باربيلا أول امرأة حُكم عليها بالإعدام بالكرسي الكهربائي ومع ذلك أفرج عنها في الاستئناف.
الصعق بالكهرباء لربة المنزل روث سنايدر في منظقة سينق سينق في مساء الثاني عشر من يناير عام 1928. اشتهرت جريمة قتل زوجها في مارس 1927 عندما هرّب توم هوارد (مصور صحفي يعمل لدى صحيفة أخبار نيويورك اليومية) آلة تصوير داخل قاعة الموت والتقط لها صور وهي بالكرسي الكهربائي حين تشغيل التيار الكهربائي. كانت الصورة المثيرة للضجة في الصفحة الأولى من الصباح اليوم التالي وتضل من أشهر الصور في الصحيفة في كل العصور.
تم وضع سجل في الثالث عشر من يوليو عام 1928 عندنا اُعدمَ سبعة رجال على التوالي في الكرسي الكهربائي في سجون كنتاكي في إيديفيلي. في 1942، في يوم واحد قُتل ستة ألمانيين بالكرسي الكهربائي في مقاطة كولموبيا وكانت تهمتهم التجسس في قضية كيورين.
أُعدم جيمس فرينش في العاشر من أغسطس، عام 1966، وقد كان آخر من أعدم بالكرسي الكهربائي حتى عام 1979. فرينش كان أول شخص يُعدم في أكلاهوما منذ إعدام ريتشارد داير في الحادي من يناير عام 1963، ولم يعدم في عام 1966 سوا جيمس فرينش. في 25 مايو عام 1979، أصبح جون آرثر سبينكلينك أول شخص أًعدم بعد قرار جريج ف. جورجيا من المحكمة العليا في الولايات المتحدة في عام 1976. كان أول شخص يُعدم بهذه الطريقة في الولايات المتحدة منذ 1966. إلا أن ليندا ليون بلوك كانت آخر شخص أُعدم بواسطة الكرسي الكهربائي بدون اختيار طريقة بديلة في العاشر من مايو عام 2002 في آلاباما (ولاية أمريكية في الجنوب).

## رفض
و قد رُفِض استخدام الكرسي الكهربائي حيث سعى المشرعون لما يعتقدون وهو بضرورة أن تكون طرق الإعدام أكثر إنسانية. أصبحت الإبرة القاتلة الطريقة الأكثر انتشاراً، وذلك بدعم من تقارير وسائل الإعلام عن حالات الصعق الكهربائي الفاشلة في مطلع الثمانينيات.
أُنتُقِد الكرسي الكهربائي بسبب العديد من الحالات التي قُتلت بعد تعرضها للعديد من الصدمات الكهربائية. وذلك أدى إلى إنهاء هذه الممارسة لأن العديد من الأشخاص يراه عقاب قاسي وغير عادي. وفي مُحاولة لتغطية هذه المخاوف، ولاية نبراسكا قامت في عام 2004 بتقديم بروتوكول جديد فيما يخص الإعدام بالصعق الكهربائي، ينص هذا البروتوكول على الصعق لمدة 15 ثانية بما يقارب 2,450 فولت من الكهرباء، وبعد انتظار خمسةَ عشرَ دقيقة من الصعق يتم التحقق من العلامات الحيوية للحياة. مخاوف جديدة ظهرت فيما يخص نتائج بروتوكول 2004 بولاية نبراسكا، في أبريل عام 2007 أُستنهض هذا القانون المستخدم وتمت المطالبة بصعق 2,450 فولت من الكهرباء في مدة طولها عشرين ثانية بدلاً من خمسةَ عشر ثانية فقط. قبل التغيير لبروتوكول عام 2004، كان الصعق الكهربائي يتم في ثمان ثواني بصعق 2,450 فولت ثم يتبع ذلك توقف لمدة ثانية واحدة فقط ويتم بعدها إعادة الصعق بـ 480 فولت في مدة إثنين وعشرين ثانية. بعد عشرين ثانية من التوقف، تم تكرار العلمية لثلاث مرات أخرى.
حدثت بعض الإصابات لشخص حيث أُصيب رأسه بالنار وكذلك احترق المحول الكهربائي. في عام 1946، الكرسي الكهربائي فشل في تنفيذ حكم الإعدام بويلي فرانسيس، الذي يقال أنه صرخ «انزعوه! دعوني اتنفس!» بينما كان يتم إعدامه. اتضح لاحقاً، أن الكرسي الكهربائي تم تجهيزه بطريقة خاطئة حيث كان المسؤول عن تجهيزه في حالة سكر. هناك حالة قُدِّمت أمام المحكمة العليا للولايات المتحدة (فرانسيس ف. ويزويبر) مع محامين للمحكوم عليه معترضين، على الرغم من أنه لم يمت ولكنه في الواقع أُعدم. تم رفض الحجة على أساس أن إعادة الإعدام لم تنتهك قانون الخطر المزدوج من التعديل الخامس في دستور الولايات المتحدة الأمريكية. وفرانسيس تم إعادته لكرسي الصعق الكهربائي وتم إعدامه بنجاح في عام 1974.
كان تسجيل الإعدام الكهربائي الغير متقن منتشر بعد انتهاء قرار تأجيل الديون في 17 يناير 1977، اثنان في ألاباما وثلاثة في فلوريدا وواحد في جيورجيا وواحد في إنديانا وثلاثة في فيرجيني. جميع الولايات الخمسة تعتمد الآن على الحُقن المميتة كالأسلوب الافتراضي إذا لم يتم الاختيار.
و حتى عام 2008، الأماكن الوحيدة في العالم التي تستخدم كرسي الصعق الكهربائي كوسيلة مُتاحة للإعدام هي ولايات أمريكية، مثل: آلاباما، فلوريدا، ساوث كارولينا، كنتاكي، تينيسي، فيرجينيا. (قوانين أركانسس وكلاهوما تنص على أن استخدام الحقن الطبية القاتلة يجب أن يكون غير قانوني.) النزلاء في ولايات أخرى عليهم أن يختاروا بينه وبين الحقن القاتلة. في تاريخ 8 يوليو 1999، أُعدم آلين ديفز بالكرسي الكهربائي بعد إدانته بجريمة قتل وقد أُعدم بكرسي فلورد الكهربائي والذي يدعى ".Old Sparky "نزف وجهه والتقطت له الصور، ونشرت بعدئذٍ على الإنترنت في عام 1997. في بيدرو مادينا في فلوريدا أثار الصعق الكهربائي جدلاً عندما اندفعت ألسنة اللهب من رأس السجين. الحقن القاتلة لا زالت هي الأسلوب الأساسي لتطبيق حكم الإعدام في ولاية فلوريدا من عام 2008. في الخامس عشر من فبراير من عام 2008، المحكمة العليا في ولاية نبراسكا صرّحت بأن الإعدام بواسطة الصعق الكهربائي يعتبر عقوبة وحشية وغير عادية وبعد ذلك اعتمد منعها من قبل دستور ولاية نبراسكا. على الرغم أن الإعدام بالصعق الكهربائي تراجع في السنوات الأخيرة، إلا أنه ما زال موجود في بعض الأمكنة. ويعتبر بول وارنر بوويل الذي صعق بالكهرباء في فيرجينيا في مارس، 2010، آخر شخص في الوقت الحالي يختار الصعق بالكهرباء على الإبرة القاتلة.
أعدم روبرت شارلز جليسون الابن في يناير 2013 بولاية فيرجينيا، بعد إدانته بقتل 3 أشخاص، وحتى الآن ما زال هو آخر شخص أعدم باستخدام الصعق في عام 2013، ومن المرشح أن ينتهي عهد الكرسي الكهربائي بعد أن أعدم بواسطته أكثر من 4300 شخص منذ عام 1890 وحتى الآن باعتباره طريقة وحشية وغير إنسانية، على الرغم من أن الحقنة القاتلة هي أكثر الطرق استخداما في الولايات المتحدة إلا أن الكثيرين اليوم أصبحوا يفضلون عقوبة السجن مدى الحياة بدلاً من عقوبة الإعدام.

## وصلات خارجية
وصلات خارجية:
- Electric Chair Execution
- "Kemmler's Death by Torture،" New York Herald، Aug. 7، 1890.
- State of Louisiana Ex Rel. Francis v. Resweber، 329 U.S. 459 (1947)
- Film reenactment of the execution of ليون كولغوش in the electric chair، early film from 1901، Library of Congress archives (.rm format; offline viewable)
- CapitalPunishmentUk.org
- Electric Chair at Sing Sing، a 1900 photograph by William M. Vander Weyde، accompanied by a poem by جارد كارتر.